# Jochem Dobber
Jochem Dobber (* 8. Juli 1997) ist ein niederländischer Leichtathlet, der in den Sprintdisziplinen an den Start geht.

## Sportliche Laufbahn
Jochem Dobber betreibt seit seinem sechsten Lebensjahr Leichtathletik. Zunächst startete für den AV Suomi aus Velsen. Heute trainiert er im Sportzentrum Papendal in Arnhem. Dobber ist Informatikstudent an der Hogeschool van Arnhem en Nijmegen. Eines seiner Interessen stellt das Programmieren dar.
2012 bestritt er erstmals Wettkämpfe im Sprint gegen die nationale Konkurrenz. 2013 gewann er in der Halle und in der Freiluft jeweils die Silbermedaille über 200 Meter bei den Niederländischen U18-Meisterschaften. Im Juli nahm er am Europäischen Olympischen Jugendfestival in Utrecht teil, bei dem er über 200 Meter Siebter wurde und zudem mit der 4-mal-100-Meter-Staffel die Goldmedaille gewann. 2015 gewann er die Silbermedaille bei den Niederländischen U20-Hallenmeisterschaften im 200-Meter-Lauf. Ab 2016 fokussierte er sich dann vermehrt auf den 400-Meter-Lauf, den er im Sommer bei den U20-Meisterschaften der Niederlande in einer Zeit von 46,67 s gewinnen konnte. Anschließend trat er über 400 Meter auch bei den U20-Weltmeisterschaften im polnischen Bydgoszcz an und zog dabei in das Halbfinale ein, in dem er als Vierter seines Laufes den Einzug in das Finale verpasste. 2017 trat Dobber erstmals bei den Niederländischen Meisterschaften der Erwachsenen an und belegte im Finale der 400 Meter den vierten Platz. Ein Jahr darauf wurde er Niederländischer Vizemeister. 2019 nahm er als Teil der niederländischen 4-mal-400-Meter-Staffel an den IAAF World Relays in Yokohama teil, wobei man den fünften Platz im B-Finale belegte.
2020 siegte Dobber Ende August erstmals bei den Niederländischen Meisterschaften. Nachdem er im Laufe der Saison sich bereits konstant steigerte, verbesserte er im letzten Wettkampf der Saison Mitte September seine persönliche Bestzeit auf 45,64 s. Im Frühjahr 2021 gewann er die Bronzemedaille bei den Niederländischen Hallenmeisterschaften, wobei er dabei auch eine neue Bestleistung von 46,51 s aufstellte. Einen Monat später trat er in Toruń bei den Halleneuropameisterschaften an. Dabei gelang es ihm in das Finale einzuziehen, das er auf dem fünften Platz beendete. Einen Tag später bestritt er, zusammen mit seinen Teamkollegen, zum Abschluss der Europameisterschaften das Finale des 4-mal-400-Meter-Staffel-Laufes, welches das niederländische Quartett mit Nationalrekord von 3:06,06 min für sich entscheiden konnte. Später im Mai 2021 gewann Dobber, zusammen mit seinen Teamkollegen, im 4 × 400-m-Staffelwettbewerb bei den World Athletics Relays in Chorzów eine weitere Goldmedaille. Ende Juni gewann er mit neuer Bestleistung von 45,07 s die Silbermedaille bei den Niederländischen Meisterschaften. Damit qualifizierte er sich für die 400 Meter bei den Olympischen Sommerspielen von Tokio. Dort zog er als Dritter seines Vorlaufes in das Halbfinale ein und kam darin auf eine Zeit von 45,48 s. Damit belegte er den insgesamt 17. Platz.
Im Frühjahr 2022 trat Dobber mit der niederländischen 4-mal-400-Meter-Staffel bei den Hallenweltmeisterschaften in Belgrad an. Die vier Athleten zogen als Schnellste ihres Vorlaufs in das Finale ein. Darin wurde Dobber nicht berücksichtigt; die Staffel gewann schließlich die Bronzemedaille. Später im August trat er bei den Europameisterschaften in München an, schied im 400-Meter-Lauf allerdings bereits nach dem Vorlauf aus. Anschließend landete er mit der niederländischen Staffel im Finale auf dem fünften Platz.

## Wichtige Wettbewerbe
| Jahr                    | Veranstaltung               | Ort                     | Platz                   | Disziplin               | Zeit                    |
| Startet für Niederlande | Startet für Niederlande     | Startet für Niederlande | Startet für Niederlande | Startet für Niederlande | Startet für Niederlande |
| ----------------------- | --------------------------- | ----------------------- | ----------------------- | ----------------------- | ----------------------- |
| 2016                    | U20-Weltmeisterschaften     | Bydgoszcz               | 16.                     | 400 m                   | 47,22 s                 |
| 2021                    | Halleneuropameisterschaften | Toruń                   | 5.                      | 400 m                   | 46,82 s                 |
| 2021                    | Halleneuropameisterschaften | Toruń                   | 1.                      | 4 × 400 m               | 3:06,06 min             |
| 2021                    | World Athletics Relays      | Chorzów                 | 1.                      | 4 × 400 m               | 3:04,77 min             |
| 2021                    | Olympische Sommerspiele     | Tokio                   | 17.                     | 400 m                   | 45,48 s                 |
| 2022                    | Europameisterschaften       | München                 | 22.                     | 400 m                   | 46,36 s                 |
| 2022                    | Europameisterschaften       | München                 | 5.                      | 4 × 400 m               | 3:01,34 min             |

## Persönliche Bestleistungen
Freiluft
- 100 m: 10,67 s, 24. Mai 2021, Tilburg
- 200 m: 20,90 s, 24. Mai 2021, Tilburg
- 400 m: 45,07 s, 27. Juni 2021, Breda

Halle
- 60 m: 7,04 s, 29. Januar 2022, Apeldoorn
- 400 m: 46,51 s, 21. Februar 2021, Apeldoorn